# Šlapanice (nádraží)
Šlapanice je železniční stanice v jižní části města Šlapanice v okrese Brno-venkov v Jihomoravském kraji, nedaleko potoka Říčka. Leží na dvojkolejné elektrizované části Vlárské dráhy. Ve městě se dále nachází železniční zastávka Šlapanice zastávka.

## Historie
Stanice byla otevřena 10. října 1887 Rakouskou společností státní dráhy (StEG) na traťovém úseku z Brna do Kyjova, kde navázala na železnici z roku 1884 z Moravského Písku, původně budovanou a provozovanou firmou Oskara barona Lazariniho z Grazu. Jednalo se o část takzvané Českomoravské transverzální dráhy (BMTB) propojující již existující železnice v ose od západních Čech po Trenčianskou Teplou. Projekt byl završen 28. října 1888 prodloužením Vlárské dráhy směrem na Slovensko.
Po zestátnění StEG v roce 1908 pak obsluhovala stanici jedna společnost, Císařsko-královské státní dráhy (kkStB), po roce 1918 pak správu přebraly Československé státní dráhy.

## Popis
Nachází se zde jedno jednostranné nástupiště u staniční budovy, stanice je vybavena elektronickým informačním systémem pro cestující.